# Вязание руками
Ручное вязание — это техника вязания, при которой вместо спиц используются руки вязальщицы.

## Процесс
Для ручного вязания обычно используется пряжа размера 6 или «очень объёмная» пряжа. Вязальщицы могут выбрать количество мотков в зависимости от желаемой толщины и длины.
Ножницы — единственный инструмент, который используется кроме рук вязальщицы. С помощью ручного вязания можно изготовить одеяла, шарфы, шарфы-хомуты и снуды. В руководствах по вязанию утверждается, что вязальщица может сплести шарф за тридцать минут, хотя на это может уйти около часа, в зависимости от длины и ширины шарфа.
Последовательность процесса:
- Сначала вязальщица должна набрать на руку скользящий узел (бегущий булинь) и хвостик. Количество набранных петель определяет ширину шарфа, одеяла или капюшона[2];
- После набора необходимого количества петель начинается вязание. Петли вяжутся между обеими руками. Этот процесс продолжается до тех пор, пока изделие не достигнет нужной длины;
- Остановка вязания — это процесс, известный как обвязка. Для закрытия вязальщица провязывает две петли, а затем перемещает ближайшую к телу петлю на петлю дальше от тела. Этот процесс продолжается до тех пор, пока все петли не будут закрыты;
- После того, как изделие будет связано, его можно сшить вместе. Также можно создать бахрому на концах шарфа вместо того, чтобы превращать его в бесконечный шарф.